# Листовой люцерновый долгоносик
Листовой люцерновый долгоносик, также Листовой люцерновый слоник, фитономус (лат. Hypera postica) — жук семейства долгоносиков. Широко распространённый сельскохозяйственный вредитель люцерны.

## Морфология

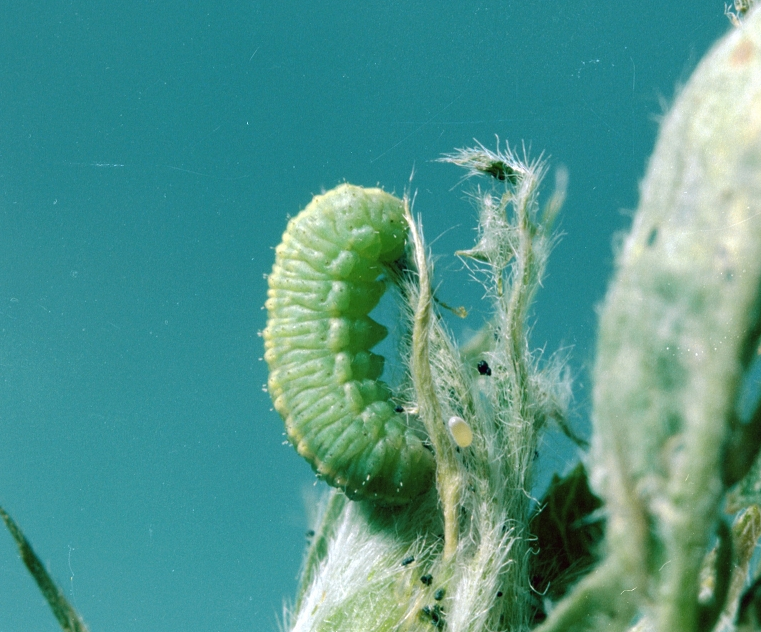
Личинка люцернового долгоносика

Тело длиной 4-6,5 мм. Окраска серовато-бурая. На переднеспинке три светлые продольные полоски (по другим источникам — две тёмные). У основания надкрыльев тёмное треугольное пятно. Личинка безногая, темноголовая, серовато-зелёная, со светлой полосой на спине, длиной до 8-10 мм.

## Биология
Жуки зимуют в поверхностном слое почвы на люцерновых полях. Выходят весной и кормятся на люцерне. Самки откладывают около 2000—2500 яиц жёлтого цвета. Эмбриональное развитие длится 10-20 дней, личинка развивается 15-28 дней, куколка — 6-12 дней. С началом жары жуки впадают в диапаузу, а в конце лета выходят из неё. В год бывает одно поколение.

## Распространение
Распространён в Евразии, Северной Америке и Северной Африке. В Российской Федерации встречается в Поволжском регионе, на Урале и Кавказе. В некоторых странах (в частности, в Японии) является инвазивным видом.

## В сельском хозяйстве
Вред посадкам люцерны наносят преимущественно личинки. Они выедают листовые и цветочные почки, повреждают бутоны, листья и соцветия.
Возможные меры борьбы — боронование участков ранней весной, изоляция новых посевов от старых, применение инсектицидов.